# 方環蝶屬
方環蝶屬（意為「具有圓環的」，指雄蝶後翅背面的橢圓形性標）是閃蝶亞科環蝶族中的一個屬。分佈於東洋界。

## 物種
- 竹方環蝶 （Discophora bambusae） Felder & Felder, 1867
- 森林方環蝶 （Discophora celinde） (Stoll, 1790)
- 黃褐方環蝶 （Discophora deo） de Nicéville, 1898
- 黑方環蝶 （Discophora dodong） Schröder & Treadaway, 1981
- 鱗斑方環蝶 （Discophora lepida） (Moore, 1857)
- 藍點方環蝶 （Discophora necho） Felder & Felder, 1867
- 紫紋方環蝶 （Discophora ogina） (Godart, 1824)
- 菲律賓方環蝶 （Discophora philippina） Moore, 1895
- 素樸方環蝶 （Discophora simplex） Staudinger, 1889
- 鳳眼方環蝶 （Discophora sondaica） Boisduval, 1836——台灣又名方環蝶
- 驚恐方環蝶 （Discophora timora） Westwood, 1850